# Цибулиці-Дужі
Цибулиці-Дужі (пол. Cybulice Duże) — село в Польщі, у гміні Чоснув Новодворського повіту Мазовецького воєводства.
Населення — 159 осіб (2011).
У 1975-1998 роках село належало до Варшавського воєводства.

## Демографія
Демографічна структура станом на 31 березня 2011 року:
|          | Загалом | Допрацездатний вік | Працездатний вік | Постпрацездатний вік |
| -------- | ------- | ------------------ | ---------------- | -------------------- |
| Чоловіки | 79      | 19                 | 55               | 5                    |
| Жінки    | 80      | 15                 | 52               | 13                   |
| Разом    | 159     | 34                 | 107              | 18                   |